# Dennis Creffield
Dennis Creffield (ur. 29 stycznia 1931, zm. 26 czerwca 2018) – brytyjski artysta grafik i rysownik, którego prace są w posiadaniu najważniejszych brytyjskich i zagranicznych instytucji artystycznych takich jak Tate Gallery, British Museum, Arts Council of England, Los Angeles County Museum of Art, Williams College of Art, Swindon Art Gallery i wiele innych.

## Życiorys
Creffield był bardzo młody, kiedy po raz pierwszy został przedstawiony Davidowi Bombergowi w 1948 r., lecz w przeciwieństwie do jego wielkiej przyjaciółki Dorothy Mead nie zareagował negatywnie jak ona na jego styl nauczania. Cliff Holden sugerował, że Creffield uczęszczał na zajęcia prowadzone przez Bomberga i że został po krótkim czasie zaproszony do przyłączenia się do Borough Group w 1949 r. Spośród wszystkich członków tej grupy (z wyjątkiem samego Bomberga), Creffield był zapewne tym artystą, który zyskał największe społeczne uznanie, lecz jest to sprawa względna.
R.B. Kitaj kiedyś określił Creffielda jako „jedną z najbardziej strzeżonych tajemnic Anglii”.
Prawdopodobnie jego najbardziej znanym dziełem jest nadzwyczajna seria rysunków angielskich katedr wykonanych na zamówienie Arts Council w 1987 roku. Po angielskich katedrach otrzymał zamówienia na kolejne serie rysunków w tym na katedry północnej Francji. W 2005 r. Flowers Gallery w Londynie zorganizowała dużą retrospektywną wystawę jego prac.
Twórczością Creffielda zachwycali się jego koledzy artyści i pisarze tacy jak R. B. Kitaj, Peter Redgrove, Edward Lucie-Smith, Henri Cartier-Bresson, Howard Jacobson, Peter Ackroyd i Regina Deriewa. Jedyna książka Reginy Derievej w polskim przekładzie (Chleb i Sól, Wydawca: Flos Carmeli, Poznań, 2015) jest ilustrowana rysunkami i portretem wykonanym przez Dennisa Creffielda.
Jego spuściznę reprezentuje Waterhouse & Dodd w Londynie.

## Wybrana bibliografia
- Spalding, F. & Collins, J. Dictionary of British Art, Volume 6: 20th Century Painters and Sculptors, Antique Collectors’ Club Ltd., London, 1977
- Richard Cork. David Bomberg. Yale University Press, New Haven and London, 1987
- English Cathedrals: Drawings by Dennis Creffield, kat. wyst., z przedmową R.B. Kitaja i tekstami Dennisa Creffielda, South Bank Centre Publications, London, 1987
- David Buckham. Artists in Britain Since 1945, Art Dictionaries, Ltd., London, 1988
- Midsummer Night’s Dream: Drawings and Paintings by Dennis Creffield, kat. wyst., z przedmową Philipa Dodda. Goldmark, 1989
- Dan Hofstadt. Dungeon Masters...  The New Yorker, November 12, 1990
- French Cathedrals: Drawings by Dennis Creffield, kat. wyst., z przedmową Richarda Corka. Albemarle Gallery, London, 1991
- Peter Fuller. Modern Painters: Reflections on British Art (edited by John McDonald), Methuen, London, 1993
- Robert Snell. Faces in the slighted sediment. The Times Literary Supplement, July 19, 2002[3]
- Impressions of Castles, Drawings of Welsh and English Castles, kat. wyst., z wprowadzeniem Petera Wakelina i wierszem Reginy Derievej. Globegallery, Hay-on-Wye, Hereford, 2002
- Philip Vann. Face to Face: British Self-Portraits in the Twentieth Century. Sansom & Company, 2004
- John Russell Taylor. Back to the drawing board. The Times, March 23 2005[4]
- Andrew Lambirth. England’s most closely guarded secret. The Spectator, Sept. 24, 2011[5]
- Dominika Buchowska. Teaching Art in Post-War Britain: The Case of the Borough Group 1945-1953. Polish-AngloSaxon Studies, vol. 14-15, 2011, s. 107–129. Wydawnictwo Naukowe UAM[1]
- Marina Vaizey. Figure to Ground: Five Figurative Artists: Frank Auerbach, Leon Kossoff, Dennis Creffield, John Virtue, Celia Paul. Cv Publications,2012
- Dennis Creffield – Wall Street International Magazine, Feb. 21, 2014[6]